# Renata Sowińska-Mitsui
Renata Sowińska-Mitsui (ur. 1959) – japonistka, tłumaczka z języka japońskiego i wykładowca języka polskiego w Japonii.

## Życiorys
Absolwentka studiów japonistycznych na Uniwersytecie Warszawskim i kursu doktoranckiego w Instytucie Studiów Regionalnych na Uniwersytecie Tokijskim. Wraz z Tokimasą Sekiguchim, Tetsushirō Ishii i Grażyną Ishikawą jedna z pierwszych wykładowczyń na polonistyce Tokyo University of Foreign Studies. Wieloletnia tłumaczka podczas oficjalnych wizyt, dwustronnych kontaktów polsko-japońskich w dziedzinie polityki, gospodarki, kultury i in. Obecnie instruktorka na kursach tłumaczeniowych firmy Simul. Propagatorka wiedzy o Polsce w Japonii i kontaktów międzykulturowych. Współzałożycielka organizacji polonijnej Klub Polski w Japonii (1998–2006). Redaktorka pisma polonijnego wydawanego przez Klub Polski, a następnie portalu polonijnego istniejącego od 2006, obecnie pod nazwą Polonia Japonica. Należy do Komitetu Organizacyjnego NPO Forum Polska, organizacji promującej wiedzę o Polsce w Japonii.

## Dydaktyka
Wykładowca języka polskiego w Instytucie Szkoleniowym przy japońskim MSZ (od 1991), na polonistyce Tokijskiego Uniwersytetu Studiów Międzynarodowych (od 1994), na kursach otwartych Open Academy TUFS i in.

## Nauka
Współautorka podręcznika do języka polskiego powszechnie wykorzystywanego w dydaktyce języka polskiego w Japonii:
- Ishii Tetsushiro, Mitsui Renata: „Nyuu ekusupuresu Pōrandogo”, Wydawnictwo Hakusuisha, Tokio 2008, wydanie uzupełnione 2019.

## Tłumaczenia
Przekłady z literatury japońskiej:
- Jirō Asada Kolejarz „Literatura na świecie”, nr 1–2–3/ 2002,
- Hisaki Matsuura I sczeźnie kwiat „Literatura na świecie”, nr 5–6/ 2003,
- Junichi Saga „Japonia z czasów jedwabiu i słomy”, Wydawnictwo Naukowe Scholar, 2004 (współtłumaczenie),
- Ogai Mori Vita sexualis i W przebudowie w: Japonia okresu Meiji. Od tradycji do nowoczesności. Wydawnictwo Nozomi, Warszawa 2006,
- Natsuo Kirino „Wyspa Tokio”, Wydawnictwo Sonia Draga, 2010,
- „Japońskie opowieści. Kobiety o wielu obliczach” Wydawnictwo Blue Bird, 2021 (współautorstwo).